# Snow White's Revenge
Snow White's Revenge (en hangul, 스캔들; romanización revisada, Seukaendeul) es una serie de televisión surcoreana dirigida por Choi Ji-young y protagonizada por Han Chae-young, Han Bo-reum y Choi Woong. Se emitirá por el canal KBS2 desde el 17 de junio hasta el 22 de noviembre de 2024, todos los días de lunes a viernes a las 19:50 (hora local coreana).

## Sinopsis
La serie narra la historia de dos mujeres: una que quería ser dueña del mundo y otra que lo arriesgó todo por venganza.

## Reparto

### Principal
- Han Chae-young como Moon Jeong-in/Moon Gyeong-sook, directora ejecutiva de Jeongin Entertainment. Después de casarse rápidamente con Baek Dong-ho, roba todos los bienes de su marido, crea una agencia, cambia su nombre de Gyeong-sook a Jeong-in y comienza una nueva vida. Un día, conoce a Seo Jin-ho, un aspirante a actor que se parece mucho a su primer amor, y se ve arrastrada por un enorme vórtice del destino.[2][3][4]

- Han Bo-reum como Baek Seol-ah, una nueva guionista de televisión. Cuando su padre se vuelve a casar, ella conoce a su madrastra, Moon Gyeong-sook, y se ve envuelta en una serie de acontecimientos desafortunados. Desarrolla una relación romántica con Seo Jin-ho, pero su relación da un nuevo giro cuando este desaparece el día de su boda.[5][6]

- Choi Woong como Seo Jin-ho, un apasionado aspirante a actor. Hace malabarismos con trabajos a tiempo parcial para ganarse la vida.[5][7]

### Secundario
- Kim Gyu-seon como Min Joo-ryeon, la hija de Moon Jeong-in y directora de entretenimiento de Jeong-in. Se enamora a primera vista de Seo Jin-ho.[1]

- Jeon Seung-bin como Na Hyun-woo, un director estrella que toma el encargo de dirigir la serie basada en el guion de Seol-ah, y gracias a ello la relación entre ambos se vuelve mnuy cercana.[1][8]

- Jin Jin-hyung como Kim Seok-gi, estudiante de último año de Min Joo-ryeon y jefe del departamento de planificación de Jeongin Entertainment. A él le gusta Joo-ryeon, pero él no lo demuestra exteriormente y permanece a su lado en silencio.[1]

- Oh Young-joo como Go Eun-byeol, directora del Instituto de Investigación Skin Experience y la mejor amiga de Seol-ah.[1]

- Kim Yu-i como Park Ji-yeon, una estilista y creadora activa de YouTube.[1]

- Kim Jin-woo como Na Seung-woo, el hermano menor de Na Hyun-woo. También es asistente de dirección en una empresa de radiodifusión. Mientras participa en el trabajo de Jin-kyung con su hermano mayor, se ve envuelto en una relación complicada.[1][8]

- Lee Byung-jun como Min Tae-chang, marido de Moon Jeong-in y presidente de Mind Trading, la empresa matriz de Jeongin Entertainment.[9]

- Lee Sook como Nanda Park, tía de Park Il-joong, que vivió en Estados Unidos y oculta más de un secreto.[10][9]

- Jo Hyang-gi como Choi Mi-seon, tía de Baek Seol-ah y esposa de Il-joong.[10][11]

- Hwang Dong-joo como Park Il-joong, tío de Seol-ah y marido de Choi Mi-soon, quienes han criado a Baek Seol-ah como a su propia hija.[10][12]

- Lee Si-eun como Lee Seon-ae, madre de Na Hyun-woo y Na Seung-woo.[10][11]
- Kim Hong-pyo como  Kwon Young-suk.[10]
- Choi Ryeong como Baek Dong-ho, el padre de Baek Seol-ah.[10]
- Lee Ha-rang como el director Jung.[10]
- Choi Sang-ah como el jefe de sección Oh.[10]
- Shin Jun-cheol como el jefe de sección Pyo.[10]

## Producción y promoción
La serie está escrita por Hwang Soon-young (que también firmó los guiones de Ruby Ring, 2013-14, Two Mothers, 2014, y Red Shoes, 2021, todas series diarias de KBS2) y dirigida por Choi Ji-young, que codirigió asimismo Red Shoes. Con ella vuelven a televisión después de dos años la actriz Han Chae-young, y después de tres años Choi Woong.
El 13 de mayo el equipo de producción publicó imágenes de la lectura del guion por el reparto de actores. Al día siguiente difundió un avance especial de quince segundos dedicado a Han Chae-young.Un segundo avance fue distribuido el 28 del mismo mes. Dos días después publicó el cartel principal con los seis personajes interpretados por Han Chae-young, Han Bo-reum, Choi Woong, Kim Gyu-seon, Jeon Seung-bin y Jin Jin-hyeong.El 7 de junio fue el turno de un cartel de grupo con los trece personajes principales.